# 6559 Nomura
6559 Nomura (1991 JP) là một tiểu hành tinh vành đai chính được phát hiện ngày 3 tháng 5 năm 1991 bởi M. Sugano và K. Kawanishi ở Minami-Oda.